# Otok tuljana (JAR)
Otok tuljana je mala kopnena masa smještena oko 5.7 km od sjevernih plaža zaljeva False, u blizini Cape Towna u Južnoafričkoj Republici.
Otok je otprilike 200 m dug i izdiže se oko 6 m iznad razine mora.
Otok nosi naziv po velikoj populaciji tuljana koji obitavaju na njemu. Velika populacija tuljana privlače i veliki broj njihovih prirodnih neprijatelja velikih bijelih psina, što je vrlo korisno znanstvenicima koji se bave njihovim proučavanjem.
Uz tuljane na otoku nalazi se nekoliko vrsta ptica, dok biljaka nema.
Tijekom drugog svjetskog rata na otoku je izgrađena radarska postaja koja je razrušena u zimskoj oluju 1970.g. 